# Deportes Naval
Club Deportivo y Social Naval, znany na ogół jako Deportes Naval – chilijski klub piłkarski z siedzibą w mieście Talcahuano leżącym w regionie Bío Bío.

## Osiągnięcia
- Finał Copa Chile: 1983
- Mistrz regionu Bio Bio (7): 1949, 1951, 1952, 1953, 1954, 1955, 1957
- Wicemistrz regionu Bio Bio (4): 1956, 1958, 1959, 1960
- Mistrz drugiej ligi (Primera B): 1971 (jako Naval Talcahuano)
- Mistrz trzeciej ligi (Tercera división chilena) (2): 1999 (jako Deportes Talcahuano), 2008

## Historia
Klub założony został 21 maja 1944 pod nazwą Deportes Naval de Talcahuano. Kilkakrotnie zdobył mistrzostwo regionu (1949, 1951, 1952, 1953, 1954, 1955 oraz 1957) i wicemistrzostwo (1956, 1958, 1959 oraz 1960). W 1963 do Talcahuano zawitał słynny Santos FC wraz z królem futbolu Pelé. W towarzyskim meczu Deportes przegrał ze znakomitymi gośćmi 0:5. W roku 1971 po zdobyciu mistrzostwa drugiej ligi (Segunda División) klub awansował do pierwszej ligi, w której zadebiutował w roku 1972. W roku 1990 wycofał się z rozgrywek ligi chilijskiej, kończąc swą działalność. W rok później reaktywowany, w 1992 przyjął nazwę Deportes Talcahuano. Dnia 13 marca 2004 klub zmienił nazwę na obecnie obowiązującą, przypominającą dawną nazwę Deportes Naval de Talcahuano. W roku 2006 drużyna spadła z drugiej ligi (Primera B) i w sezonie 2007 wystartuje w rozgrywkach ligi trzeciej (Tercera División).